# 이태우 (배우)
이태우(2005년 12월 1일 ~ )는 대한민국의 배우이다. 2010년 SBS 드라마 《내 여자친구는 구미호》로 데뷔하였다.

## 연기 활동

### 드라마
- 2010년 SBS 드라마 스페셜 《내 여자친구는 구미호》 ... 어린 차대웅 역 (이승기 아역)
- 2010년 KBS2 월화드라마 《매리는 외박중》 ... 아이 1 역
- 2010년 SBS 주말 특별기획 드라마 《시크릿 가든》 ... 길라임 아들 역
- 2011년 SBS 아침연속극 《미쓰 아줌마》 ... 우는 아이 역
- 2011년 MBC 일일시트콤 《하이킥! 짧은 다리의 역습》 ... 어린 계상 역 (윤계상 아역)
- 2011년 SBS 주말극장 《내사랑 내곁에》 ... 봉영웅 역
- 2011년 JTBC 수목 드라마 《발효가족》 ... 어린 박현수 역 (조재완 아역)
- 2011년 JTBC 주말 드라마 《인수대비》 ... 어린 자을산군 (성종) 역 (백성현 아역)
- 2012년 SBS 드라마 스페셜 《부탁해요 캡틴》 ... 보람 역
- 2012년 채널A 월화드라마 《굿바이 마눌》 ... 차동동 역
- 2012년 SBS 드라마 스페셜 《유령》 ... 김선우 역
- 2012년 MBC 수목 미니시리즈 《아랑사또전》 ... 아이 1 역
- 2012년 tvN 아침드라마 《유리 가면》 ... 어린 강건 역 (윤박 아역)
- 2012년 KBS2 월화드라마 《울랄라 부부》 ... 장진우 역
- 2012년 KBS2 단막극 《KBS 드라마 스페셜 - 기적 같은 기적》 ... 이동우 역
- 2013년 MBC 주말연속극 《백년의 유산》 ... 엄보름 역
- 2013년 SBS 드라마스페셜 《그 겨울, 바람이 분다》 ... 어린 오수 역 ( 이재우(1981년) 아역)
- 2013년 MBC 수목 미니시리즈 《남자가 사랑할 때》
- 2013년 KBS2 주말연속극 《왕가네 식구들》 ... 허신통 역
- 2014년 KBS2 월화드라마 《빅맨》 ... 어린 김지혁 역 (강지환 아역)
- 2014년 MBC 월화드라마 《야경꾼 일지》 ... 어린 기산군 역 (김흥수 아역)
- 2015년 Mnet 뮤직드라마 《칠전팔기 구해라》 ... 어린 강세찬 역 (진영 아역)
- 2015년 JTBC 금토드라마 《순정에 반하다》 ... 어린 강민호 역 (정경호 아역)
- 2015년 MBC 월화드라마 《화정》 ... 어린 강인우 역 (안도규, 한주완 아역)
- 2015년 MBC 주말연속극 《내 딸, 금사월》 ... 임우랑 역
- 2016년 SBS 월화드라마 《대박》 ... 어린 경종 이윤 역 (현우 아역)
- 2017년 SBS 드라마 스페셜 《사임당, 빛의 일기》 ... 정은수 역
- 2017년 tvN 월화드라마 《내성적인 보스》 ... 어린 강우일 역 (윤박 아역)

### 영화
- 2011년 《체포왕》 ... 형사 아들, 명훈 역
- 2011년 《쿵푸팬더 2》 ... (더빙)
- 2012년 《장화신은 고양이》 ... (더빙)

### 뮤직비디오
- 2012년 김종국 - 남자가 다 그렇지 뭐

## 연기 외 활동
- 2013년 MBC 《뽀뽀뽀 아이조아》
- 2021년 SBS 《LOUD》 - 참가자